# ダンシング・ハウス

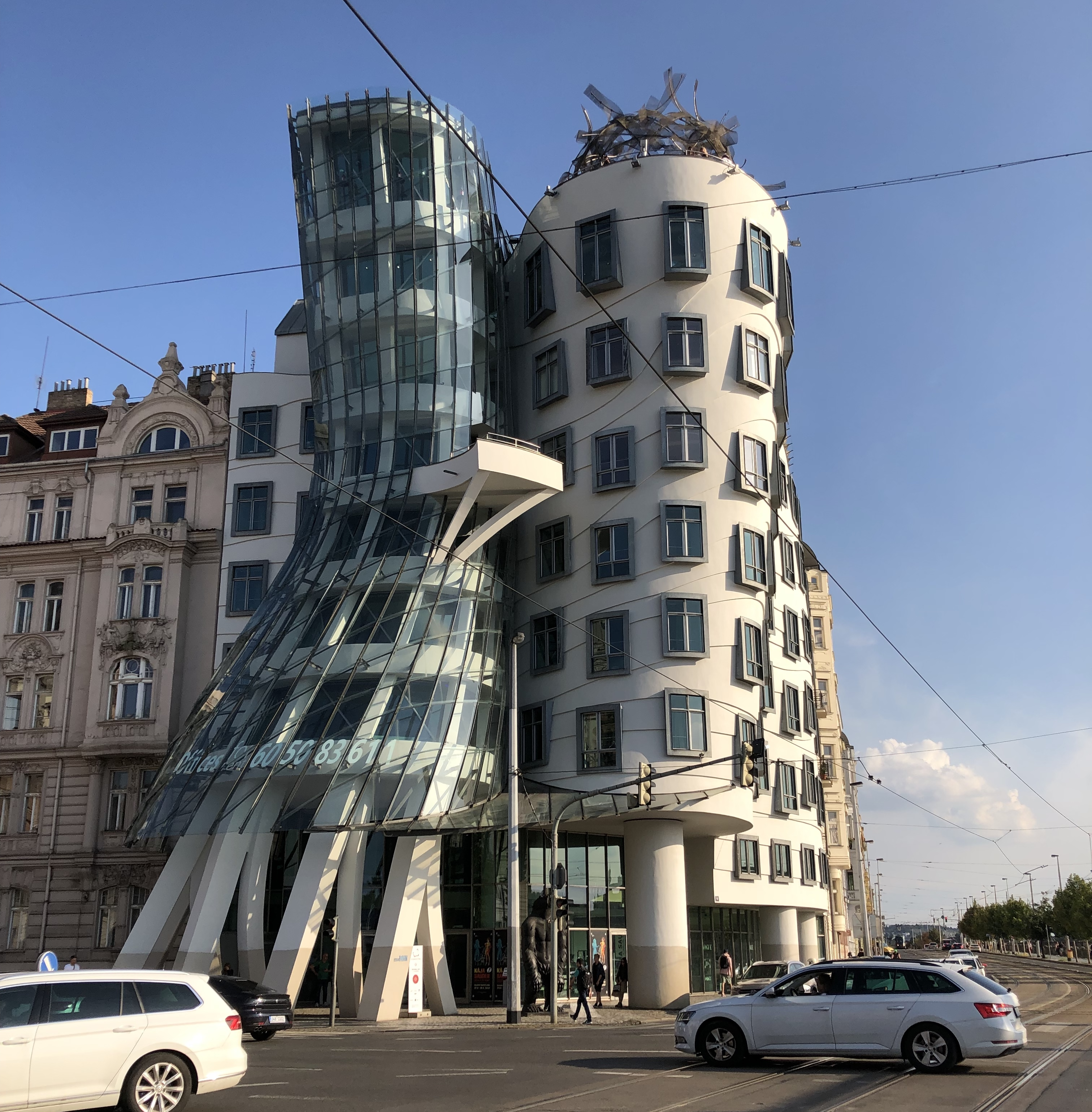

ダンシング・ハウス（Dancing House、踊る家、チェコ語: Tančící dům）は、1996年にプラハに建てられたビルである。ジンジャー＆フレッドとも(1930年代のミュージカル映画の有名なダンサー、ジンジャー・ロジャースとフレッド・アステアのコンビにちなむ)。正式名称はナショナーレ・ネーデルランデン・ビル。
冷戦終結後、チェコが民主化、スロヴァキアとの分裂を経て、ヴァーツラフ・ハヴェルが大統領の時代に建てられた。かつてこの土地の隣にある建物にハヴェルの実家があり、ウラジミール・ミルニッチが下宿していたのが縁で、ハヴェルの後援のもとにミルニッチとフランク・ゲーリーが設計した。

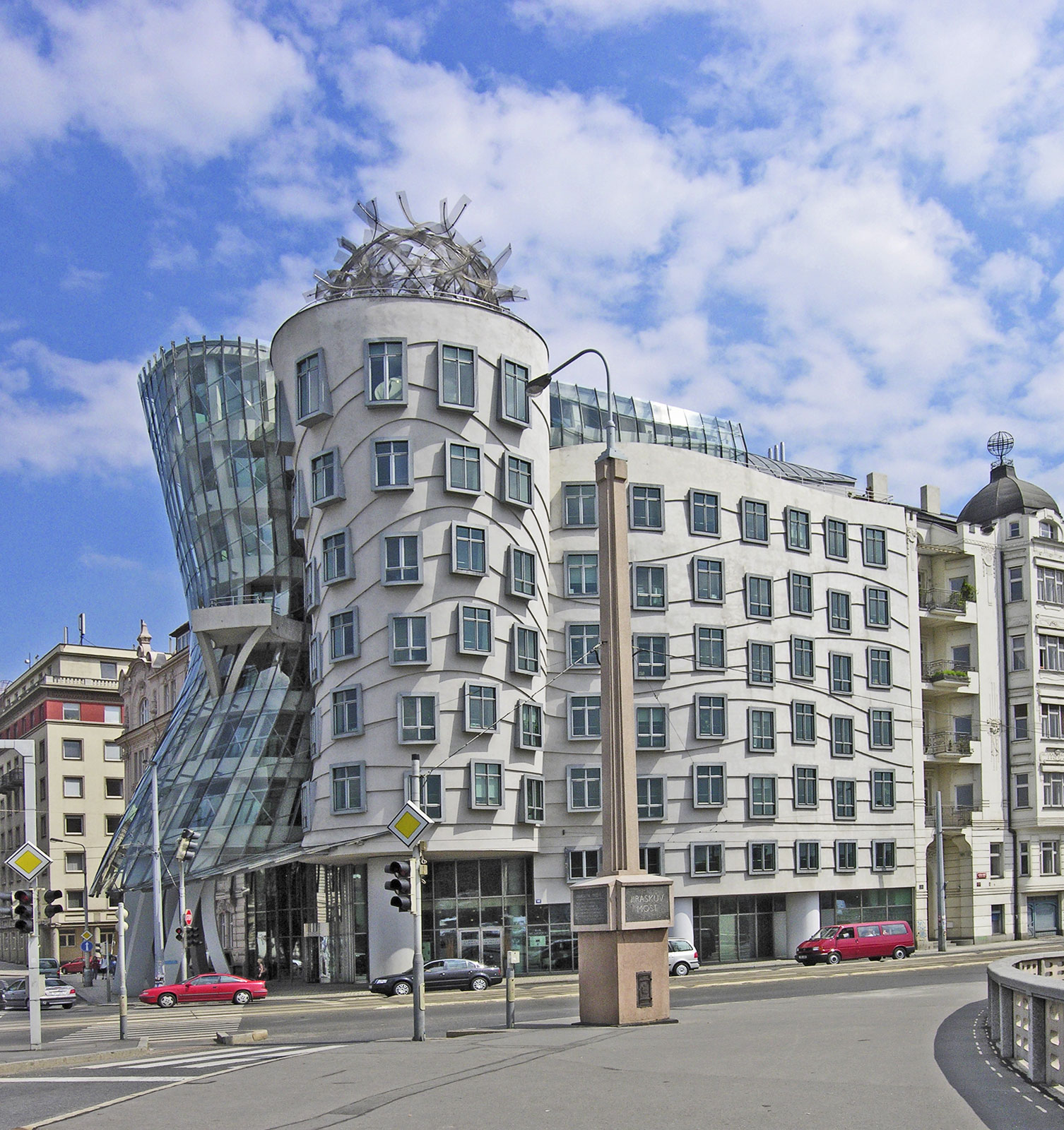